# Aechmophorus occidentalis
Aechmophorus occidentalis là một loài chim trong họ Podicipedidae.

## Hình ảnh

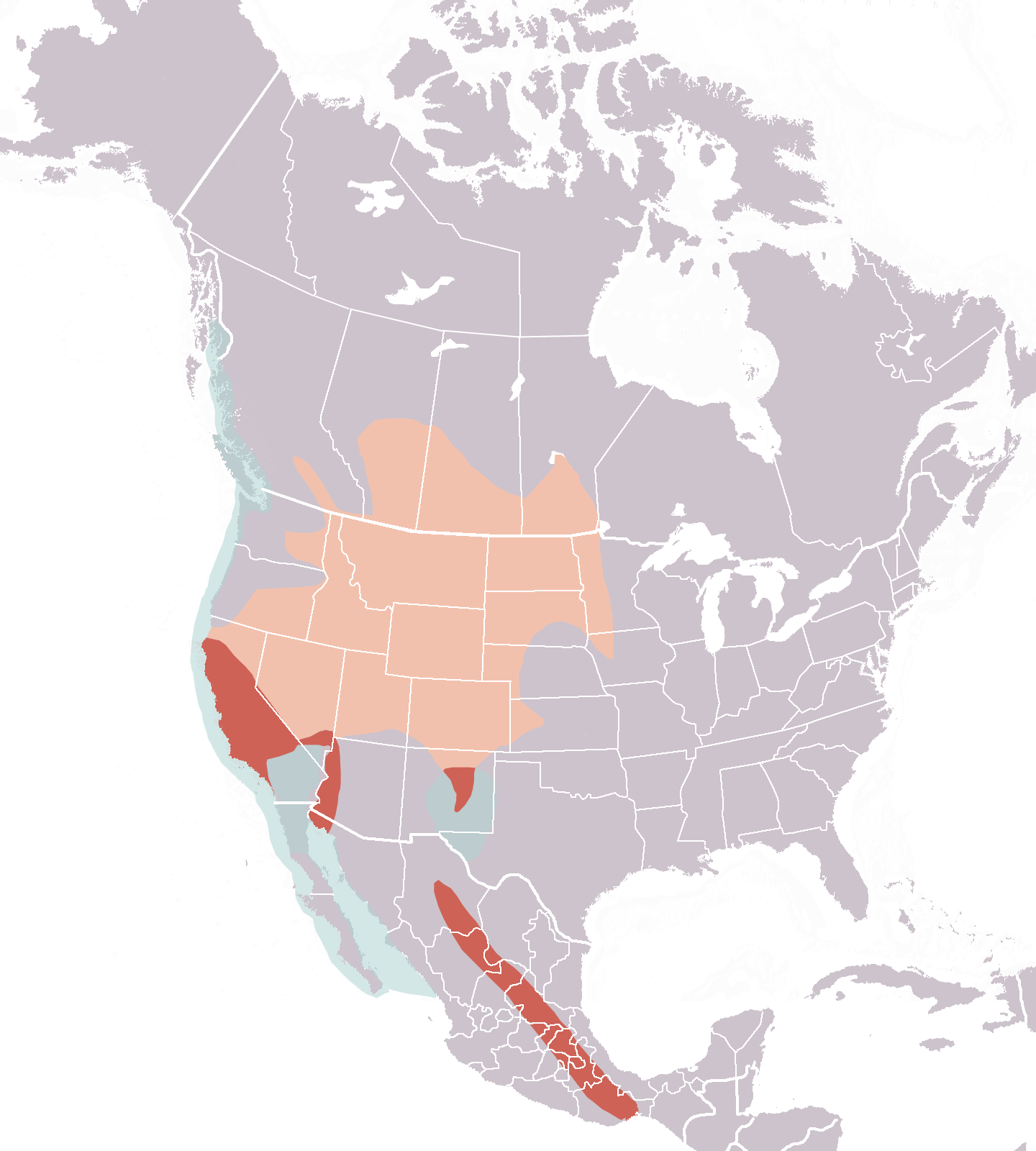
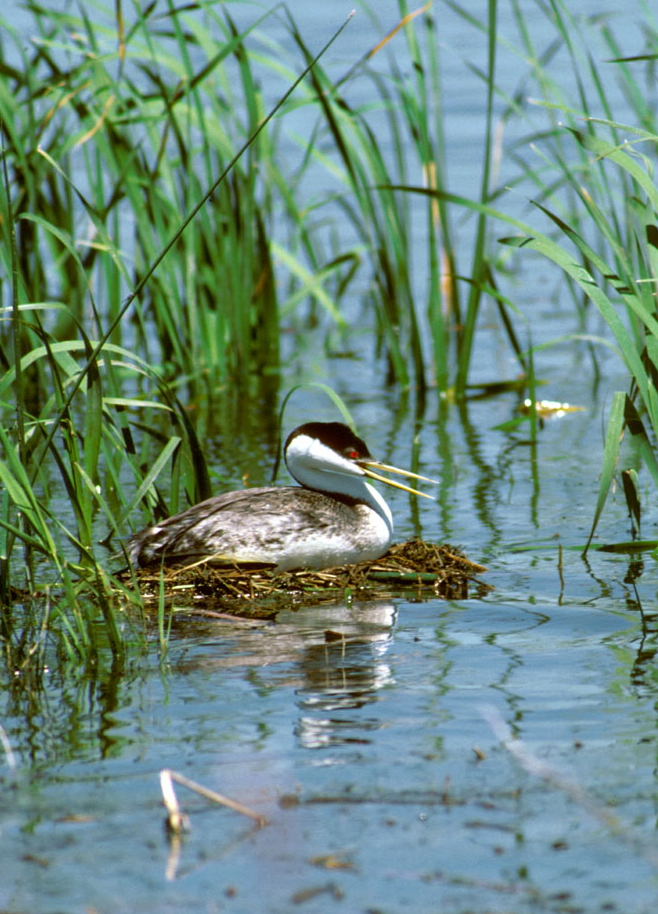
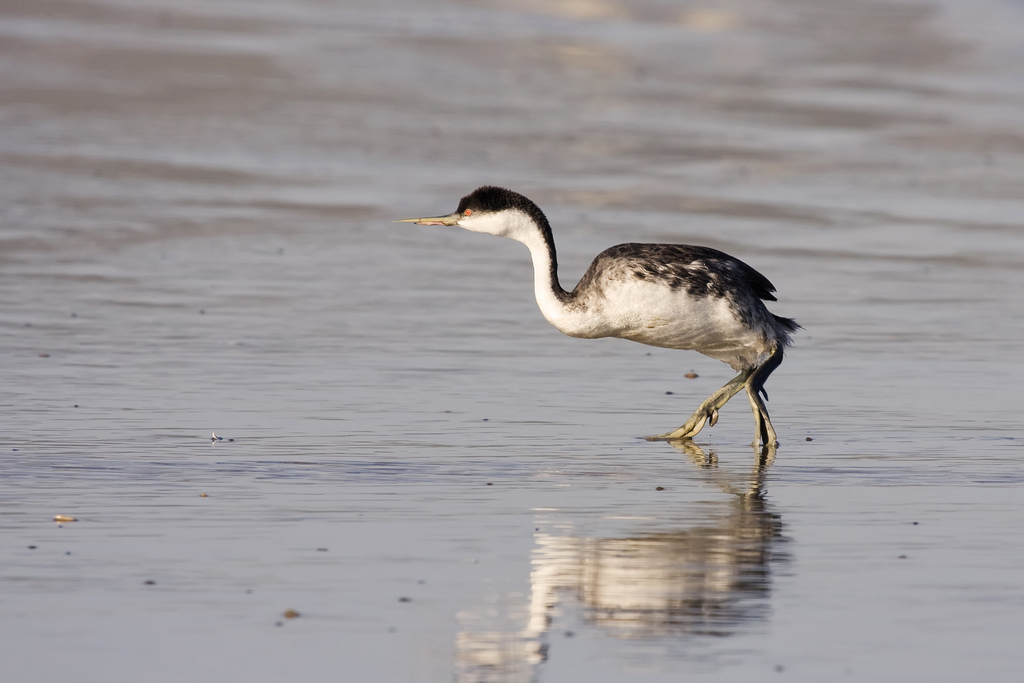
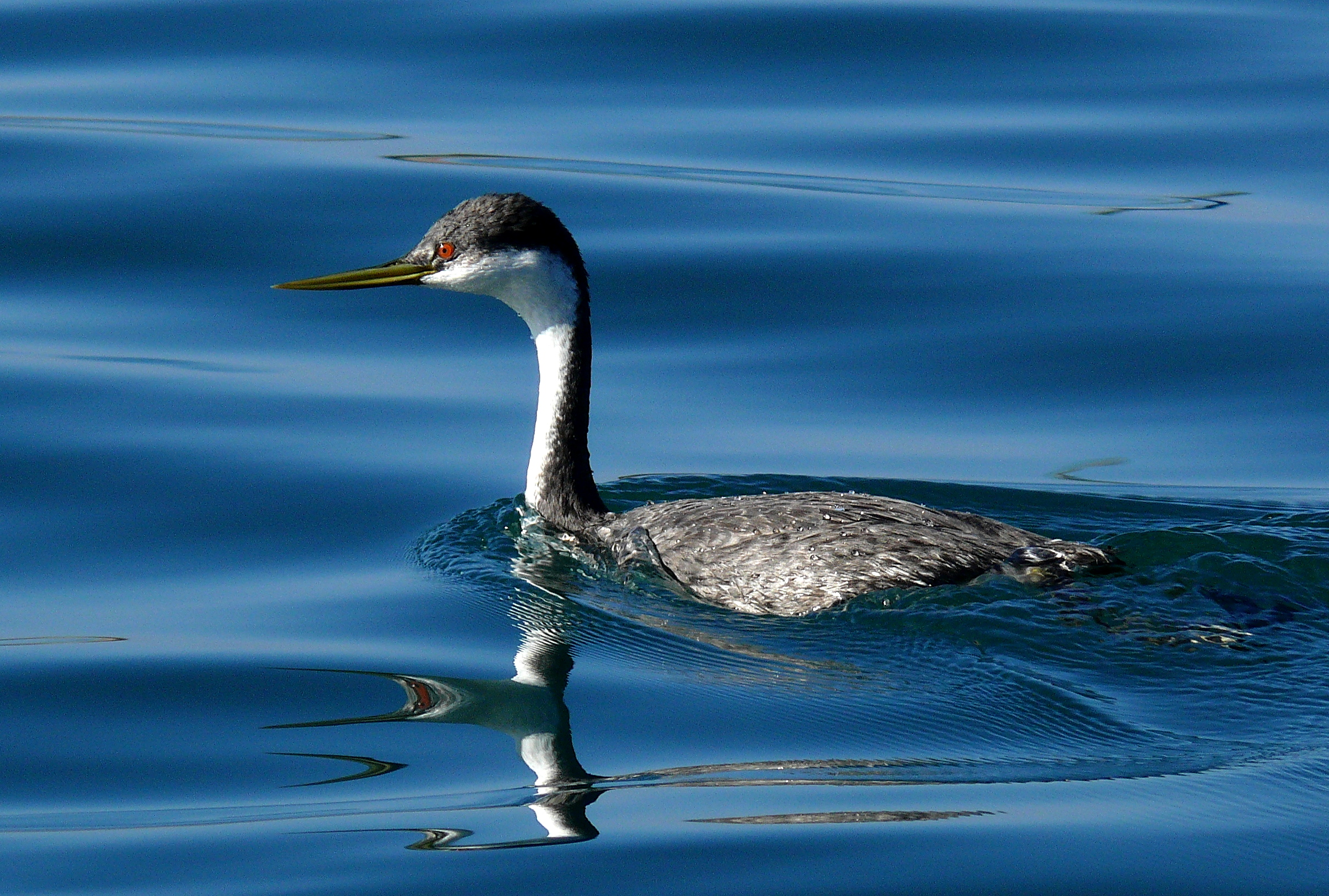